# Mayo Methot
Mayo Methot (Portland, 3 maart 1904 — Multnomah (Oregon), 9 juni 1951), ook bekend als Mayo Methot Bogart, was een Amerikaans actrice. Ze speelde in ruim 30 films en was ook te zien in stukken op Broadway. Ze was alcoholiste en overleed in 1951 op 47-jarige leeftijd aan een overdosis.

## Biografie
Methot werd in Portland (Oregon) geboren. Op vier- of vijfjarige leeftijd begon ze te acteren. Ze had de bijnaam "The Portland Rosebud" ("de Rozeknop uit Portland") omdat ze maar 1,50 meter groot was.
Voor ze in 1922 naar New York trok, trad ze op in het theater van Portland. In New York ontmoette ze George M. Cohan en werkte ze in de theaterstukken "Great Day", "All the King's Men", "The Song and Dance Man" en "The Medicine Man" en een aantal andere. In totaal speelde ze in ongeveer tien shows tussen 1923 en 1930.
In de jaren 20 werd ze een populaire actrice op Broadway en werd ze bewonderd om haar acteer- en zangkunsten. Begin jaren 30 verhuisde ze naar Hollywood en begon ze te werken voor Warner Brothers Studios. Ze werd over het algemeen gecast voor de bijrollen van onsympathieke en stoer-pratende "dames" in de misdaadfilms van Warner Brothers. Tijdens opnames voor de film Marked Woman ontmoette ze Humphrey Bogart.

## Privéleven
In Hollywood, waar ze aankwam na de dood van haar vader in 1929, trouwde ze met Percy T. Morgan (een van de eigenaars van het beroemde Cock 'n Bull-restaurant op de Sunset Boulevard). Ze scheidde kort nadat ze Bogart had ontmoet, in 1936. In 1938 trouwde ze met Bogart. Het was haar derde huwelijk; op haar negentiende was ze ook al getrouwd geweest, maar van haar toenmalige man was ze in 1927 gescheiden.
Methot en Bogart werden een beroemd Hollywood-koppel, maar ze hadden geen makkelijk huwelijk. Beiden dronken veel en Methot stond erom bekend gewelddadig te zijn als ze dronken was. Bogart en Methot kregen de bijnaam "The Battling Bogarts" ("de Vechtende Bogarts") en Methot in het bijzonder kreeg de bijnaam "Sluggy".
Tijdens de Tweede Wereldoorlog gingen de Bogarts naar Europa om de Amerikaanse troepen te vermaken. De twee verbleven vaak in de slaapzalen van de officieren en leenden vaak wapens om 's nachts "in het rond te schieten". Hierna mochten getrouwde stellen voor de rest van de duur van de oorlog niet meer komen om de troepen te vermaken.
Op een gegeven moment kwamen ze tijdens hun reis naar Europa regisseur John Huston tegen in Italië. Na een avond veel te hebben gedronken, stond Methot erop dat ze voor iedereen een lied ging zingen. Het publiek raadde dit haar af, maar ze deed het toch. Haar optreden was zo slecht en gênant, dat Huston en Bogart er later een scène uit de film Key Largo op baseerden. De actrice die in die scène dronken is en vals zingt (Claire Trevor) kreeg hiervoor een Oscar.
Er vonden meerdere vechtpartijen plaats in hun woonhuis, met de bijnaam "Sluggy Hollow", in Hollywood. In een van die vechtpartijen stak Methot Bogart neer. Dit incident werd stil gehouden door de publiciteitsafdeling van Warner Bros. Actrice Gloria Stuart heeft in een interview verteld over een etentje waarbij Methot een pistool pakte en Bogart dreigde neer te schieten.
Methots carrière ging snel bergafwaarts als gevolg van het vele drinken en haar huwelijk met Bogart strandde in 1945, toen hij haar verliet om met Lauren Bacall te trouwen.

### Laatste jaren en haar dood
Methot wist haar carrière niet meer op te pakken en raakte in een depressie en bleef alcohol drinken. Na haar scheiding met Bogart in mei 1945 verhuisde ze terug naar Oregon, waar haar moeder voor haar zorgde.
Ze stierf in een motelkamer in Multnomah, een klein dorpje in de buurt van Portland, op 9 juni 1951. Haar lichaam werd pas enkele dagen later ontdekt. Toen Bogart het nieuws van haar dood vernam, tijdens de opnames voor The African Queen, reageerde hij met de woorden: "Wat 'n zonde".

## Filmografie
- Unseeing Eyes (1923)
- Taxi Talks (1930)
- Corsair (1931) - Sophie
- The Night Club Lady (1932) - Lola Carewe
- Vanity Street (1932) - Fern
- Virtue (1932) - Lil Blair
- Afraid to Talk (1932) - Marge Winters
- The Mind Reader (1933) - Jenny
- Lilly Turner (1933) - Mrs. Durkee (niet in de aftiteling)
- Goodbye Love (1933) - Sandra Hamilton
- Counsellor at Law (1933) - Zedorah Chapman
- Jimmy the Gent (1934) - Gladys Farrell
- Registered Nurse (1934) - Zuster Gloria Hammond
- Harold Teen (1934) - Sally LaSalle
- Side Streets (1934) - Maizie Roach
- Mills of the Gods (1934) - Sarah
- The Case of the Curious Bride (1935) - Mrs. Florabelle Lawson
- We're in the Money (1935) - (scènes waar ze in zat zijn verwijderd)
- Dr. Socrates (1935) - Muggsy, Red's Moll
- Mr. Deeds Goes to Town (1936) - Mrs. Semple (niet in de aftiteling)
- The Case Against Mrs. Ames (1936) - Cora
- Marked Woman (1937) - Estelle Porter
- Women in Prison (1938) - Daisy Saunders
- Numbered Woman (1938)
- The Sisters (1938) - blondine
- Should a Girl Marry? (1939) - Betty Gilbert
- Unexpected Father (1939) - Ethel Stone
- A Woman Is the Judge (1939) - Gertie
- Brother Rat and a Baby (1940) - meisje in de bus